# Бой при Молевом Болоте
Бой при Молевом Болоте или Бой при Иньково – первая серьезная стычка с наполеоновскими войсками после соединения двух русских армий у Смоленска, произошедшая 27 июля (8 августа) 1812 года восточнее Рудни. 
Объединённая в Смоленске русская армия под командованием генерала от инфантерии М. Б. Барклая де Толли начала наступление от Смоленска на Рудню. В авангарде 1-й Западной армии шли казаки Платова. 
В 4 часа утра 27 июля (8 августа) в районе Лешно авангард под командованием генерал-майора В. Т. Денисова ударом во фланг смял два французских гусарских полка, которые отошли к Рудне. Около 6 часов утра к месту боя прибыл 2-й корпус резервной кавалерии Монбрёна и отбросил казаков. После этого 2-я дивизия лёгкой кавалерии под командой дивизионного генерала графа Себастьяни начала наступление и подошла к деревне Молево Болото. 
Французы подходили к русским позициям по узкому проходу и напирали с фронта, подойдя на близкое расстояние к 12-орудийной батарее. Платов приказал обстрелять противника картечью, а затем контратаковать с флангов. Несмотря на неудачу попытки с левого фланга, трём полкам бригады генерала Д. Е. Кутейникова удалось опрокинуть неприятеля с правого фланга и заставить его отступить.  
Около 12 часов к месту боя подошли три гусарских полка графа П. П. Палена, которые стали преследовать французов. В 14 часов к французам от Заозёрья прибыли подкрепления: 14-я бригада лёгкой кавалерии генерала Фредерика Огюста Бёрманна и 1-я вюртембергская конная батарея, которые остановили русский натиск. Около четырех часов вечера французы отошли за реку и бой прекратился.
Всего было взято более 300 пленных, которые показали, что французы наступают по Пореченской дороге. Получив такую информацию, командующий Барклай-де-Толли решил прекратить движение на Рудню и приказал 1-й армии идти на Пореченскую дорогу, а 2-й занять позиции у Приказ-Выдры.